# 울산산업고등학교
울산산업고등학교(蔚山産業高等學校)는 대한민국 울산광역시 울주군 삼남읍 교동리에 있는 공립 고등학교이다.

## 학교 연혁
- 1966년 11월 17일 : 언양여자상업고등학교(상업과 3학급) 설립 인가
- 1967년 3월 7일 : 개교
- 1982년 3월 1일 : 공립고등학교로 전환
- 2000년 7월 19일 : 자수정관 개관
- 2001년 3월 1일 : 울산미래정보고등학교로 교명 변경, 사이버정보통신과 2학급 신설
- 2009년 9월 10일 : 특성화학교 지정 학과개편(보건간호과 2학급)
- 2013년 3월 1일 : 「울산산업고등학교」 로 교명 변경(울산자연과학고등학교와 통합)
- 2025년 1월 8일 : 제56회 졸업식(졸업생 총 수 12,924명) (농생명산업계열 86명, 가사실업계열 30명 계 116명 졸업)
- 2025년 3월 1일 : 제20대 송영준 교장 취임
- 2025년 3월 4일 : 2025학년도 신입생 입학 139명(정원외 4명) (농생명산업계열 103명, 가사실업계열 40명)

## 설치 학과
- 식품가공과
- 보건간호과
- 원예디자인과
- 그린스마트팜과
- 반려동물과

## 참고 자료
- 울산산업고등학교 - 한국교육학술정보원 학교알리미